# Solignac-sous-Roche
Solignac-sous-Roche – miejscowość i gmina we Francji, w regionie Owernia-Rodan-Alpy, w departamencie Górna Loara.
Według danych na rok 1990 gminę zamieszkiwało 121 osób, a gęstość zaludnienia wynosiła 14 osób/km² (wśród 1310 gmin Owernii Solignac-sous-Roche plasuje się na 723. miejscu pod względem liczby ludności, natomiast pod względem powierzchni na miejscu 863.).